# Меммо ди Филиппуччо
Меммо ди Филиппуччо (итал. Memmo di Filippuccio; ок. 1260—1265 — после 1324) — итальянский художник.

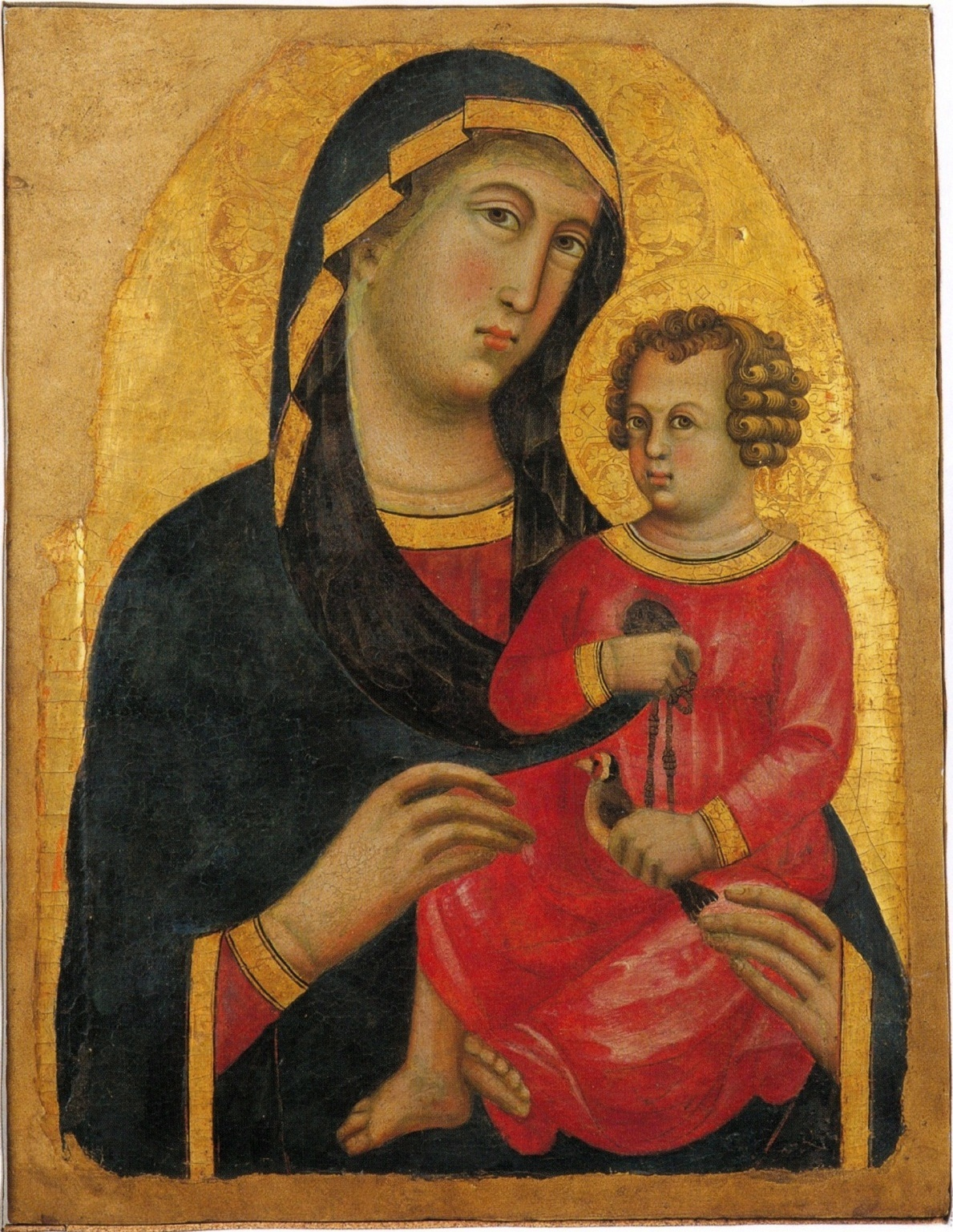
Мадонна с младенцем. Центральная панель полиптиха. Музей Сан-Маттео, Пиза

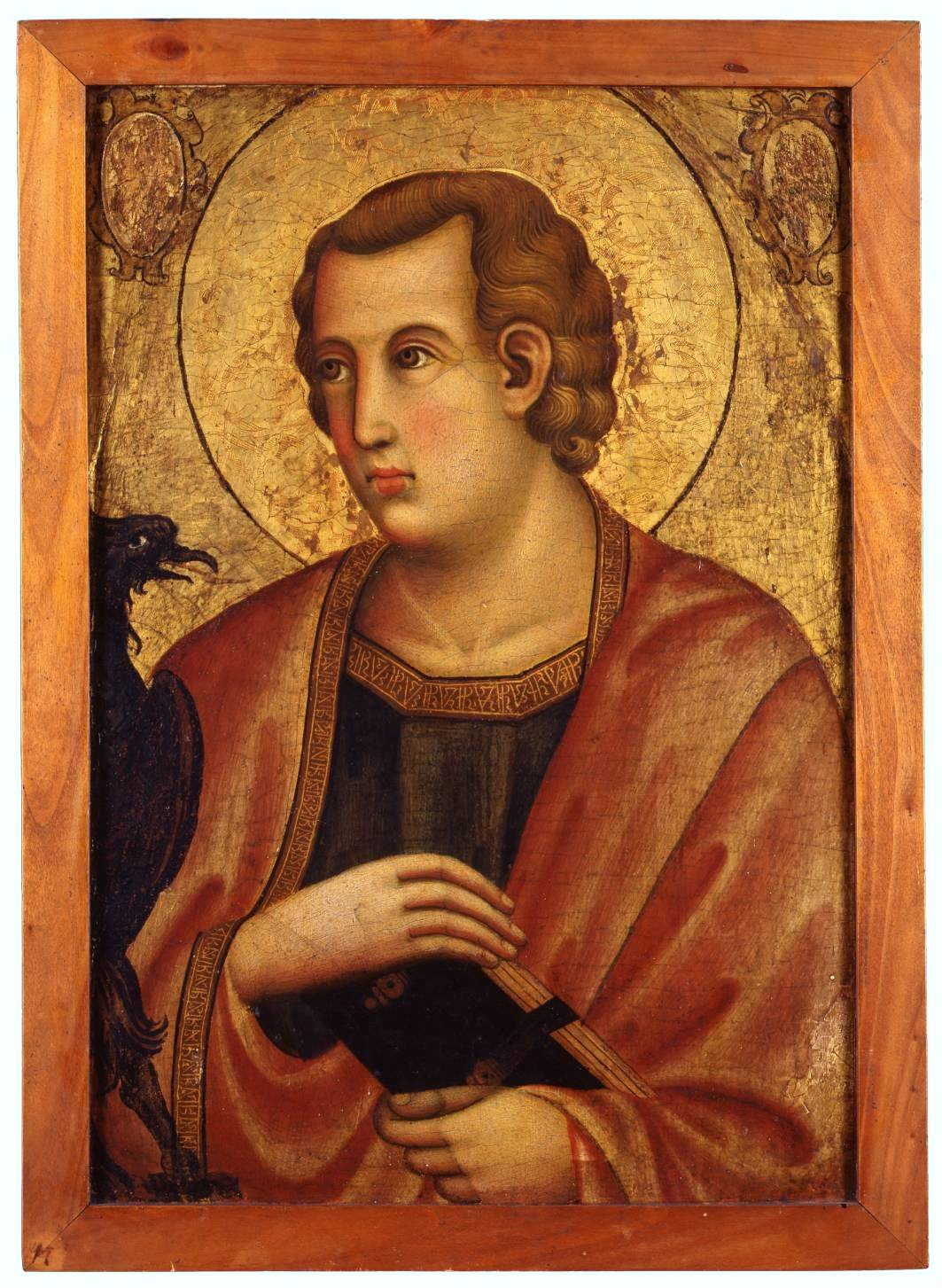
Св. Иоанн Богослов. Фрагмент полиптиха, Музей Линденау, Альтенбург

## Биография

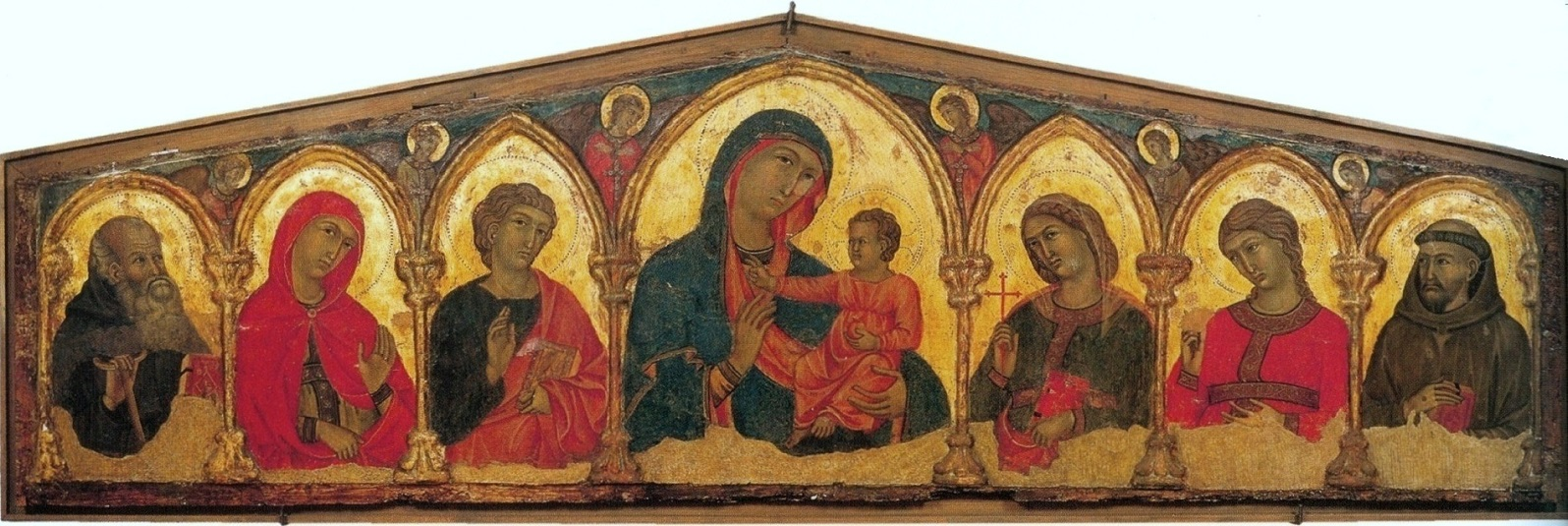
Мадонна с младенцем, св. Антонием-аббатом, св. Кларой, Иоанном Богословом, св. Цецилией, св. Доротеей и св. Франциском. Ористано, Архиепископство

Меммо родился в Сиене, в семье ювелира Филиппуччо, но точных сведений о дате его рождения не сохранилось. В истории искусства он известен как глава артистического семейства: его сыновья — Тедерико и Липпо Мемми продолжили семейное дело и стали художниками. Живописцем был и его брат Мино (Минуччо). Кроме того, его дочь Джованна вышла замуж за прославленного сиенского мастера Симоне Мартини, который, как полагают историки искусства, наверняка обучался в мастерской Меммо и, таким образом, вошёл в семью Меммо ди Филиппуччо.

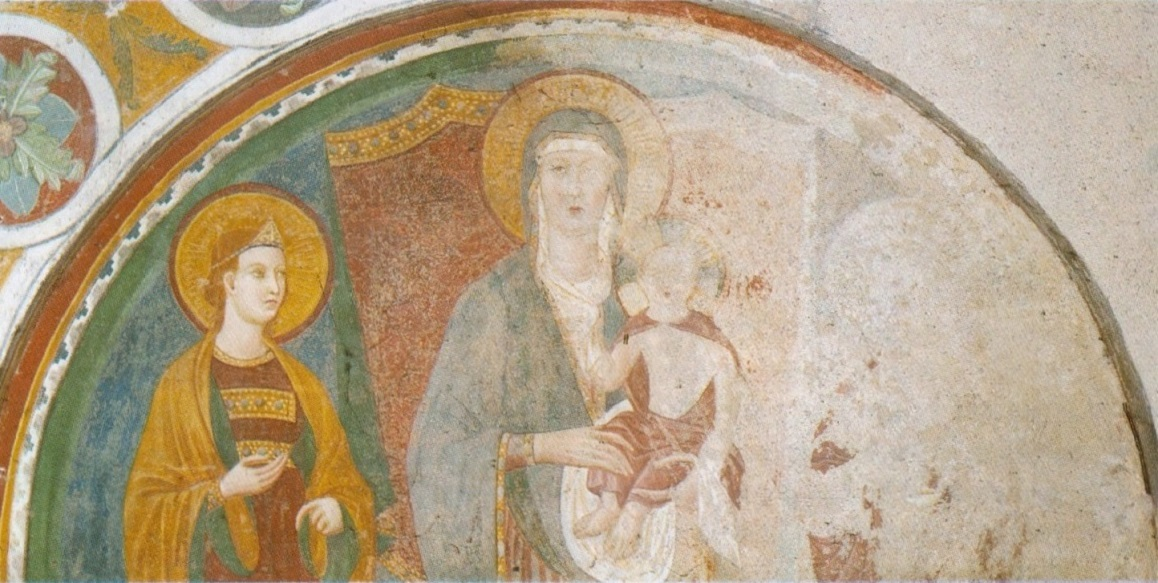
Мадонна с младенцем и двумя святыми. Фреска. Кафедральный собор Колледжата, Сан Джиминьяно

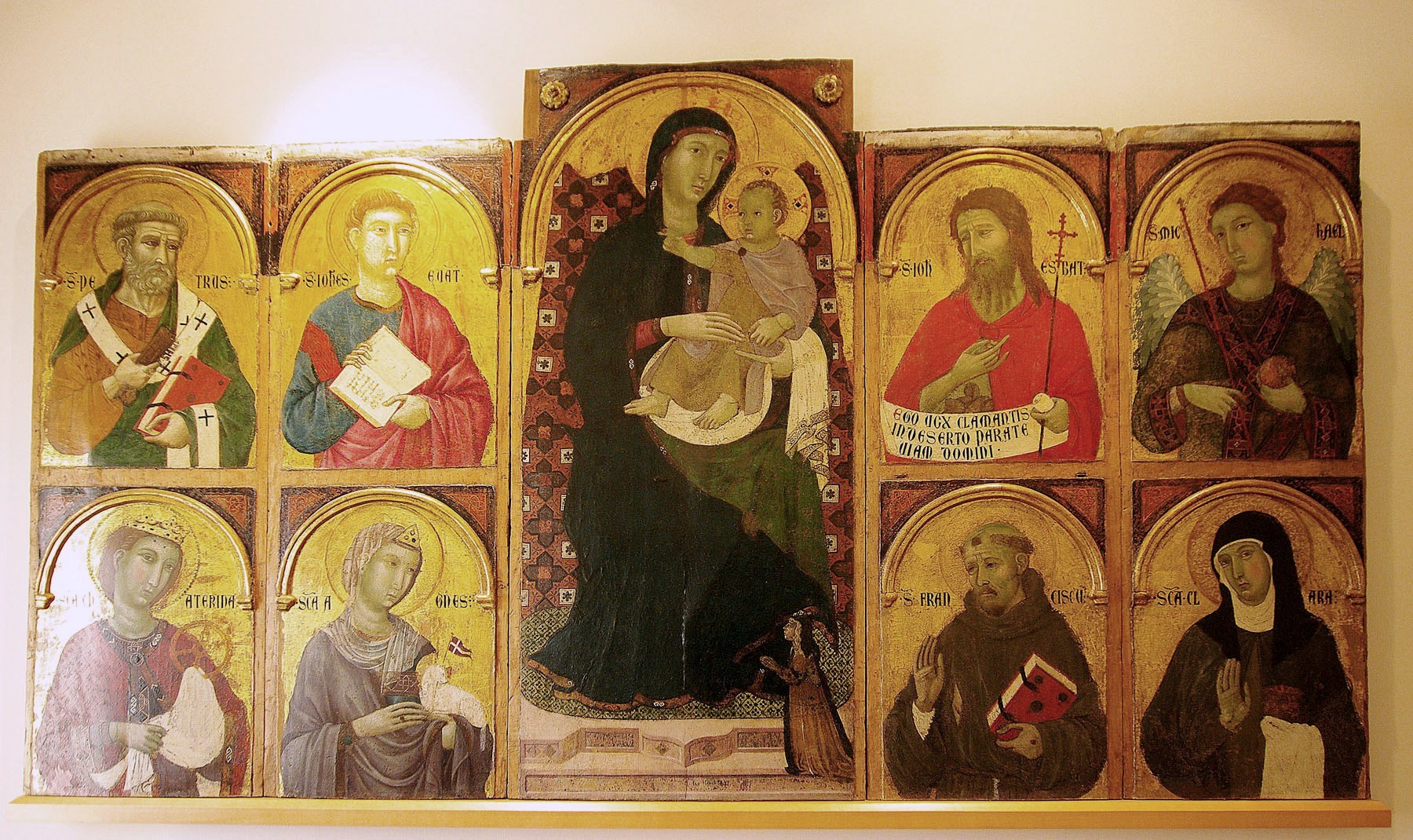
Мадонна с младенцем, донатором монахиней-клариссинкой, святыми Петром, Иоанном Богословом, Екатериной Александрийской, Агнессой, Иоанном Крестителем, Михаилом Архангелом, Франциском и Кларой. Сан Джиминьяно, Городской музей

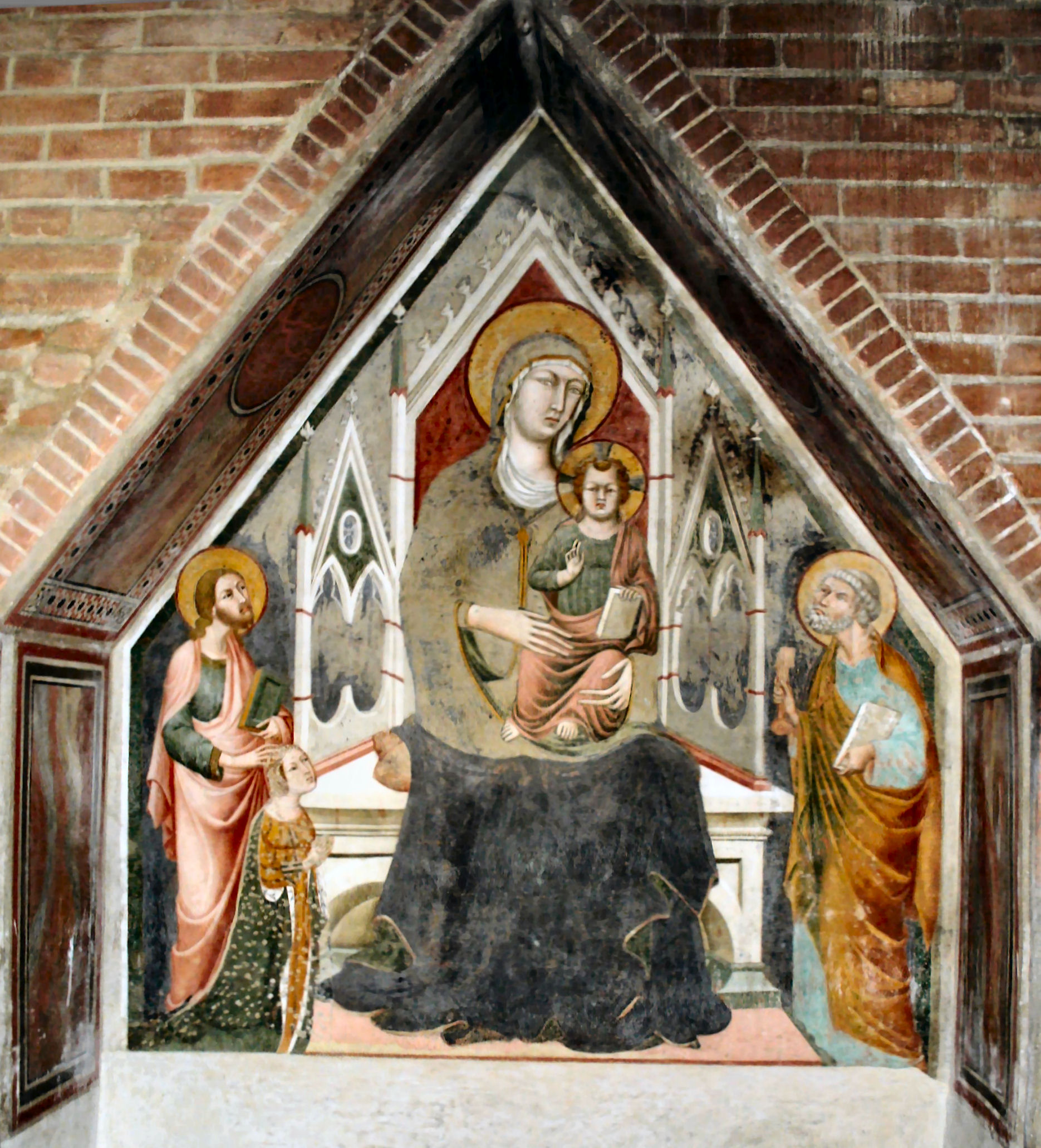
Мадонна с младенцем на троне с предстоящими св. Яковом и св. Петром. Фреска. Чертальдо, ц. св. Якова и Филиппа

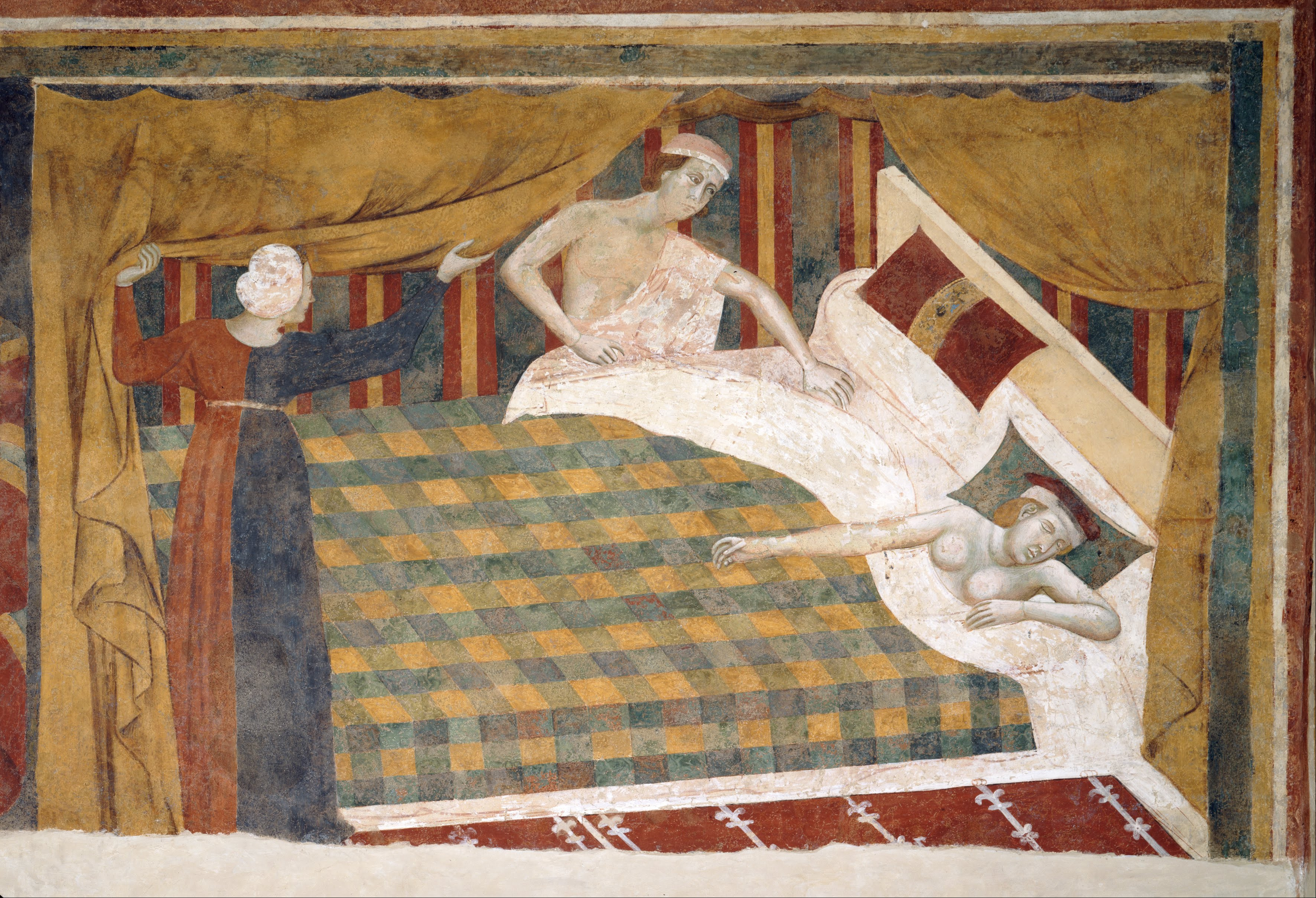
Любовная сцена. Фреска. Комната подесты, западная стена

Самое раннее упоминание имени художника в архивах относится к 1288 году: в книге доходов сиенского казначейства — Биккерны за вторую половину года есть запись о том, что Меммо и его брат Мино заплатили совместный штраф. В 1294 году его имя вновь упоминается в записях Биккерны. В 1303 году Меммо ди Филиппуччо впервые отмечен в городе Сан-Джиминьяно; найденные документы от 1303 и 1305 годов свидетельствуют о получении им денег за роспись книг для местного подесты (главы города). В 1307 году, согласно архивным документам, он продолжал работать в Сан-Джиминьяно — расписал два боевых знамени, которые были использованы в войне против Вольтерры, а в августе того же года городское руководство — Совет Двадцати четырёх приобрёл для него и его семьи дом «необходимый для удовлетворения его надобностей». Подобная правительственная мера свидетельствует о том, что к этому времени Меммо ди Филиппуччо уже имел чин официального городского художника — должность, которая в Сан-Джиминьяно была введена в 1271 году. Это был период наивысшей славы живописца, а его мастерская получала самые престижные городские заказы. Но, кроме того, его семейное предприятие изготавливало множество различных предметов для повседневных нужд. Имя Меммо вновь появляется в местных документах в 1310 году, а в 1317 году он, как глава мастерской, выступает поручителем для своего сына Липпо Мемми, которому подеста Нелло ди Мино Толомеи заказал фреску «Маэста» в зале городского Совета (он же — Зал Данте). В 1321 году Меммо вновь находится в Сиене (сохранился документ о получении им денег за выполненную работу). Последняя запись с его именем также происходит из Сиены, в ней сообщается, что он продаёт свой дом зятю — Симоне Мартини; датирована она 1324 годом. После 1324 года имя художника более нигде не появляется, учёные считают, что Меммо ди Филиппуччо скончался вскоре после этой даты.

## Творчество
Формирование художника и его ранний период не имеют документального освещения. Известно, что почести от городских властей Сан-Джиминьяно могли быть оказаны только зрелому мастеру, продемонстрировавшему свои способности и имеющему высокую репутацию. Предполагают, что он начинал в мастерской Дуччо — живя в Сиене, избежать влияния этого ведущего сиенского мастера было практически невозможно. Другим источником формирования художественной манеры Меммо ди Филиппуччо считают творчество Джотто. Итальянский исследователь Роберто Лонги видит его руку в исполнении росписей в Верхнем храме Сан Франческо в Ассизи (ок. 1290 года), выполненных Джотто и его мастерской, полагая, что многие полуфигуры святых и пророков в бордюрах с библейскими сюжетами, выполнил именно Меммо. Гипотеза, что формирование живописца связано с мастерской Джотто, в целом принята учёным сообществом, поскольку влияние великого флорентийца ощущается на протяжении всего творчества Меммо.
После Ассизи Меммо ди Филиппуччо работал в Пизе. Вероятно, именно в это время он исполнил полиптих для церкви Сан-Франческо, от которого осталась центральная панель «Мадонна с младенцем» (Пиза, музей Сан-Маттео) и боковая панель «Иоанн Богослов» (Альтенбург, Музей Линденау). Ранее эти произведения приписывались анонимному Мастеру Сан Торпе. К пизанскому периоду Меммо исследователь Джованни Превитали приписывает создание заалтарного образа (доссаль) «Мадонна с младенцем, св. Антонием-аббатом, св. Кларой, Иоанном Богословом, св. Цецилией, св. Доротеей и св. Франциском» (происходит из Базилики Санта Джуста, Ористано; ныне хранится в Архиепископстве Ористано). В Пизе сохранилась также книга хоралов с миниатюрами, которые приписывают руке мастера (происходит из конвента Сан Франческо, Пиза; хранится в музее Сан Маттео и в конвенте Сан Никола, Пиза).

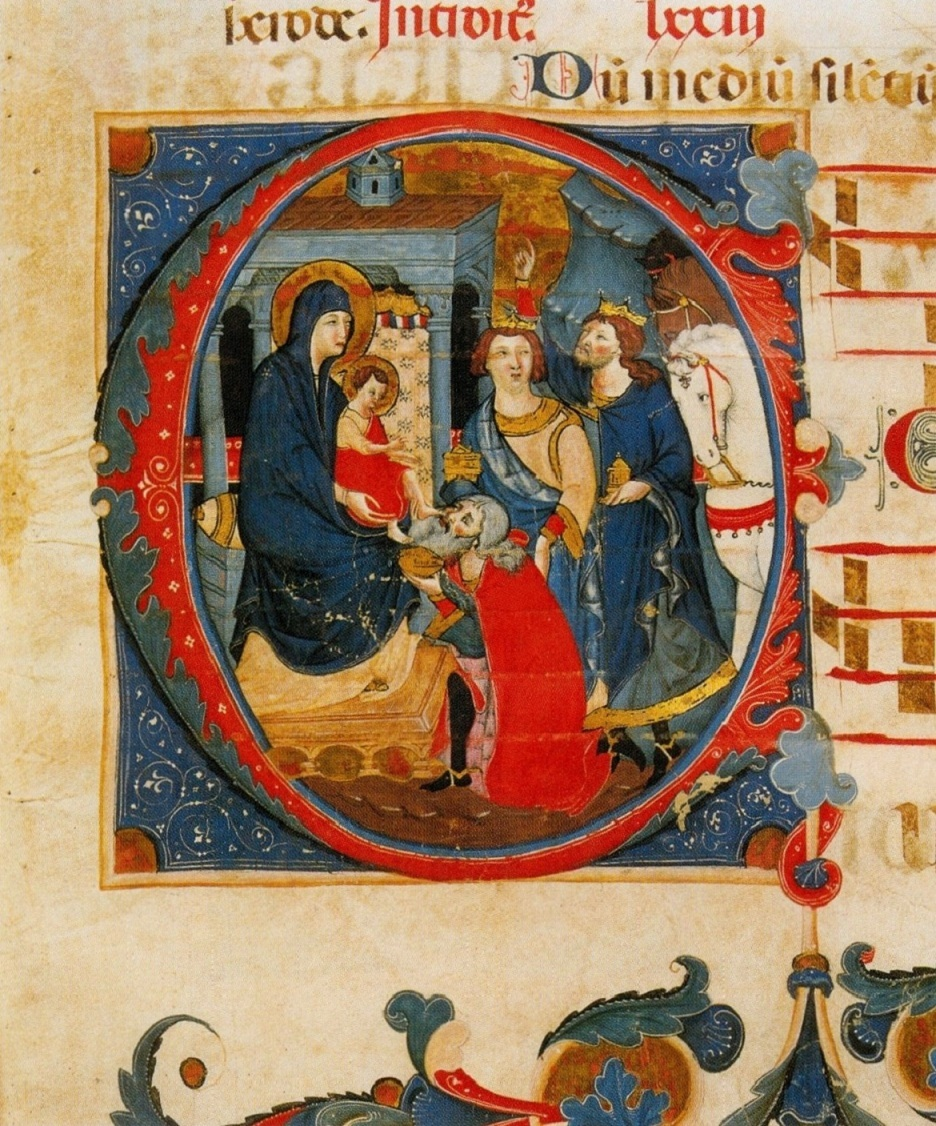
Миниатюра из Книги хоралов, Музей Сан-Маттео, Пиза.
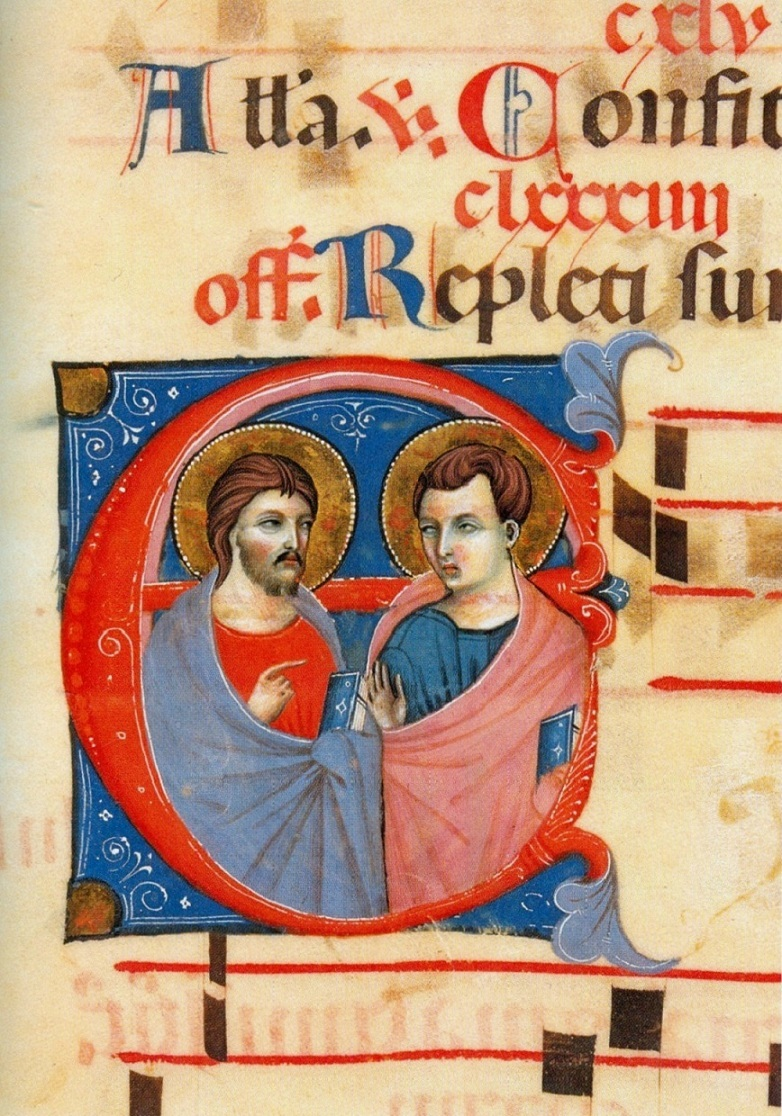
Миниатюра из Книги хоралов, Музей Сан-Маттео, Пиза.
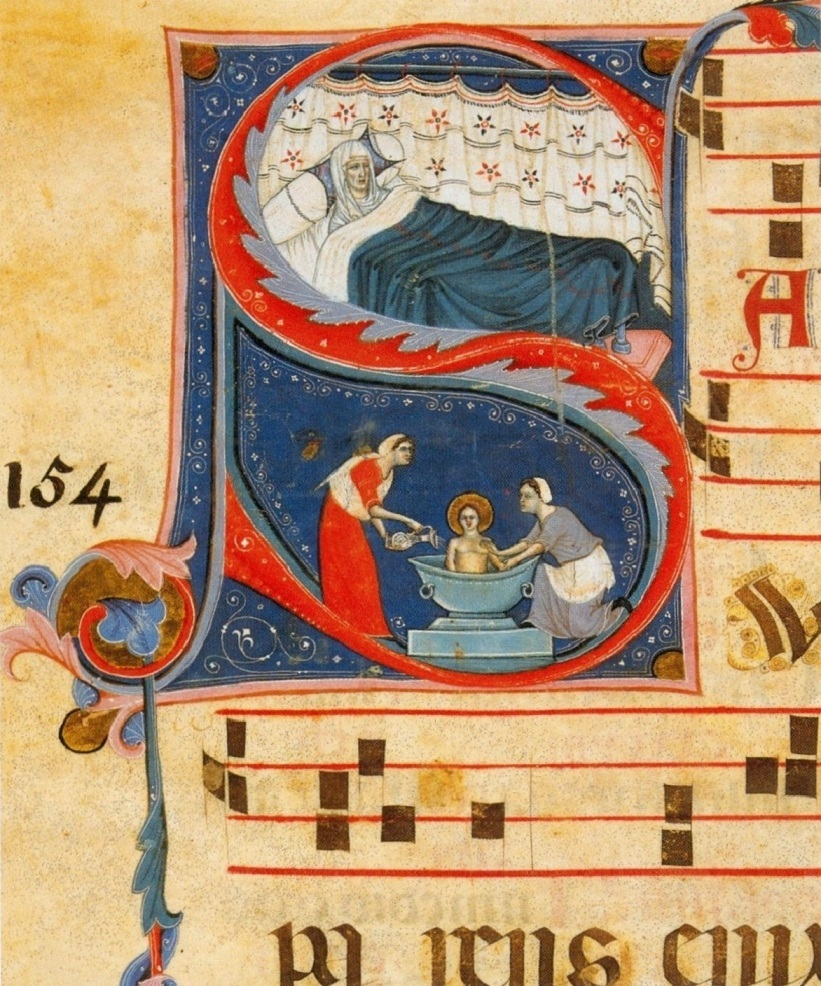
Миниатюра из Книги хоралов, Музей Сан-Маттео, Пиза.
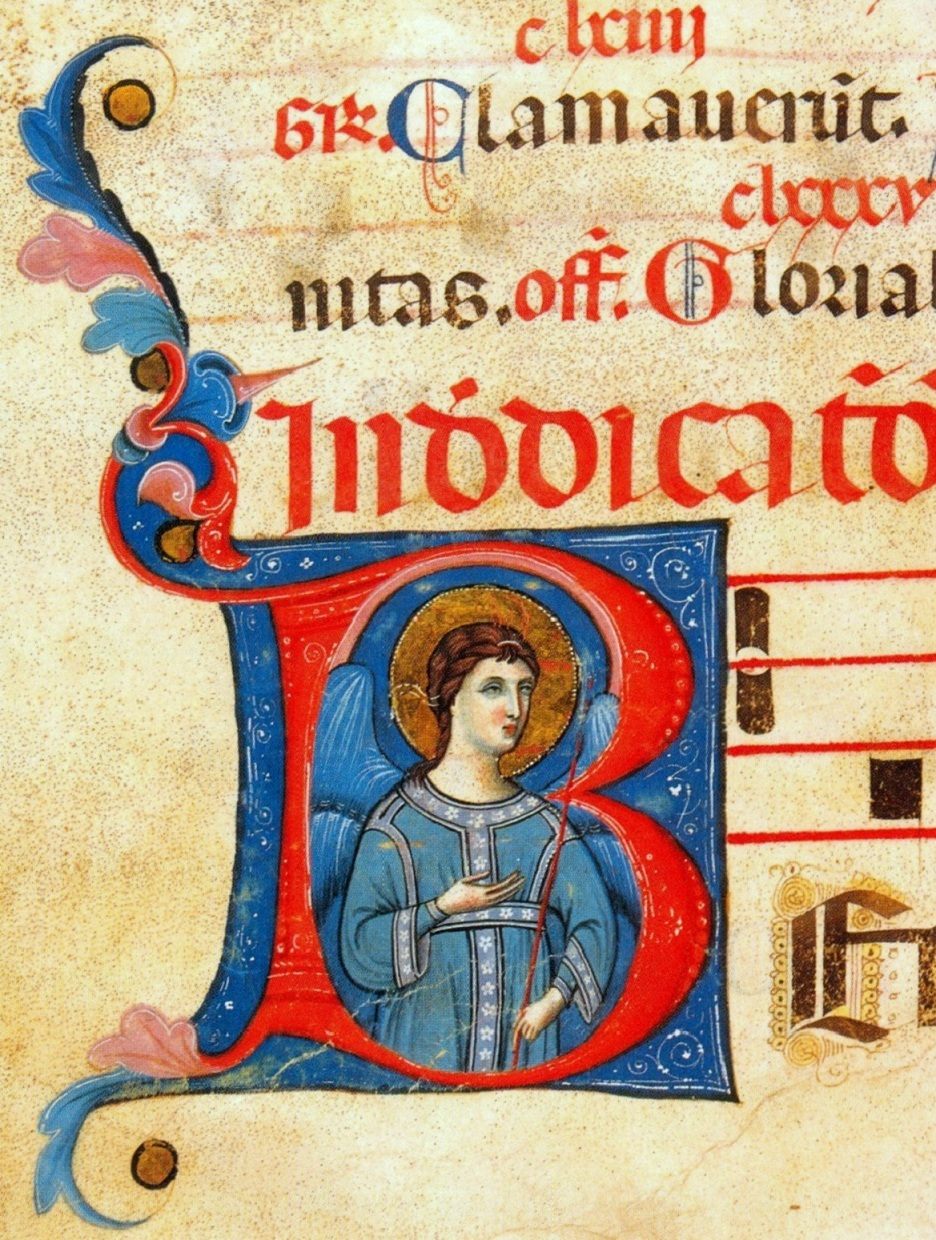
Миниатюра из Книги хоралов, Музей Сан-Маттео, Пиза.

В 1303 году Меммо уже находился в Сан-Джиминьяно, но, по всей вероятности, он работал в этом городе и ранее. Джованни Превитали приписывает его руке фрески с «Историей Исаака» в Зале аудиенций Дворца коммуны (городского муниципалитета), которые были исполнены незадолго до 1292 года (в этом году на стене была сделана надпись, сохранившаяся и поныне, вспоминающая об арбитраже, проведённом Сколаро Ардингелли, епископом Тиро и Арбореи, по поводу спора между светской и религиозной властью).
В Сан Джиминьяно сохранилось довольно много стенных росписей, выполненных Меммо ди Филиппуччо. В главном городском храме — Кафедральном соборе Колледжата можно видеть остатки его фресок из цикла, посвящённого святым; они написаны в три ряда на стене контрфасада. Над дверью расположена фреска «Мадонна с младенцем и двумя святыми». Исследователи практически уверены, что все они созданы в 1305 году. В небольшой старинной церкви Сан Якопо он написал фреску «Мадонна на троне с младенцем и святыми Яковом и Иоанном» (вероятно, в первой пол. 1305г). В другой церкви — Сан Пьетро, сохранились его фрески «Благовещение», «Мадонна на троне с младенцем» и «Крещение».
Из станковых произведений, созданных в Сан-Джиминьяно, до нас дошла только алтарная картина «Мадонна с младенцем, донатором монахиней-клариссинкой, святыми Петром, Иоанном Богословом, Екатериной Александрийской, Агнессой, Иоанном Крестителем, Михаилом Архангелом, Франциском и Кларой» (Сан Джиминьяно, городской музей). Она происходит из монастыря Санта Кьяра (Святой Клары) и датируется 1310-17 годами. Предполагают, что ранее она украшала главный алтарь этого монастыря. Кроме определённого влияния Джотто исследователи видят в этой работе усвоение более изящной, готизирующей манеры зятя Меммо — художника Симоне Мартини. Она выражается в изображении менее приземистых и более изящных фигур, как это было свойственно великому сиенскому мастеру. В целом творчество Меммо ди Филиппуччо эксперты рассматривают как некую протоготическую разновидность живописи, бытовавшую в начале XIV века.
Из всего созданного Меммо в Сан-Джиминьяно наибольший интерес исследователей вызывают его фрески в комнате подеста (городского главы), которая находится в башне Торре Гросса. Это помещение являлось личными покоями подеста (с XVII века там даже стояла его кровать), и, полагают, сюжеты росписей изначально носили назидательный характер, так как городской глава был не только главным администратором, но и попечителем городских нравов. Ранее росписи покрывали все четыре стены комнаты и потолок. Предполагают, что Меммо написал их на месте старых фресок, созданных предыдущим главным художником города Сан-Джиминьяно — Аццо ди Мазетто. Дискуссии ведутся относительно интерпретации их сюжетов.
Сегодня остатки фресок сохранились только на двух стенах. На северной стене в верхнем регистре изображены три взаимосвязанных сюжета: молодой человек куда-то отправляется из родного дома, его явно состоятельные родители (судя по одежде) дают ему в дорогу некий саквояж (вероятно, с деньгами). В следующем сюжете молодой человек знакомится с двумя девицами, с одной из которых он оказывается в шатре в любовных объятиях, причем девица тянет руку к его саквояжу. В последнем сюжете его уже без саквояжа палками гонят прочь. Исследователи предполагают, что эта назидательная история является вариантом библейского «блудного сына».

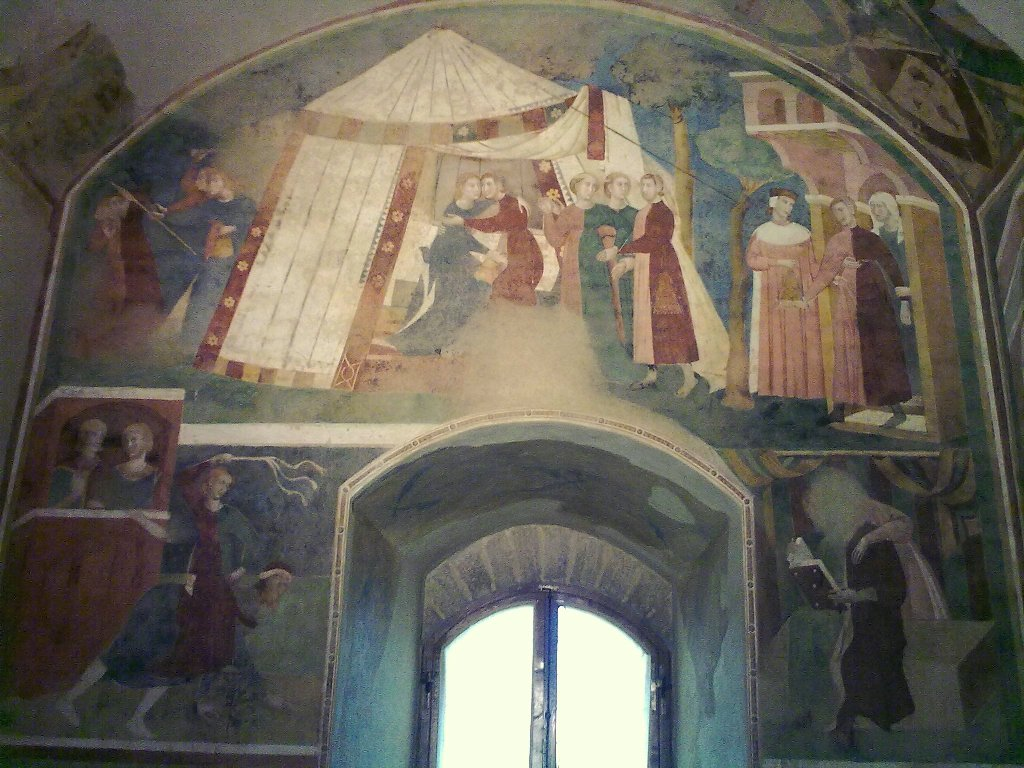
Фрески северной стены: история блудного сына, Аристотель и Филлида, Паоло и Франческа. Комната подесты, Сан Джиминьяно.
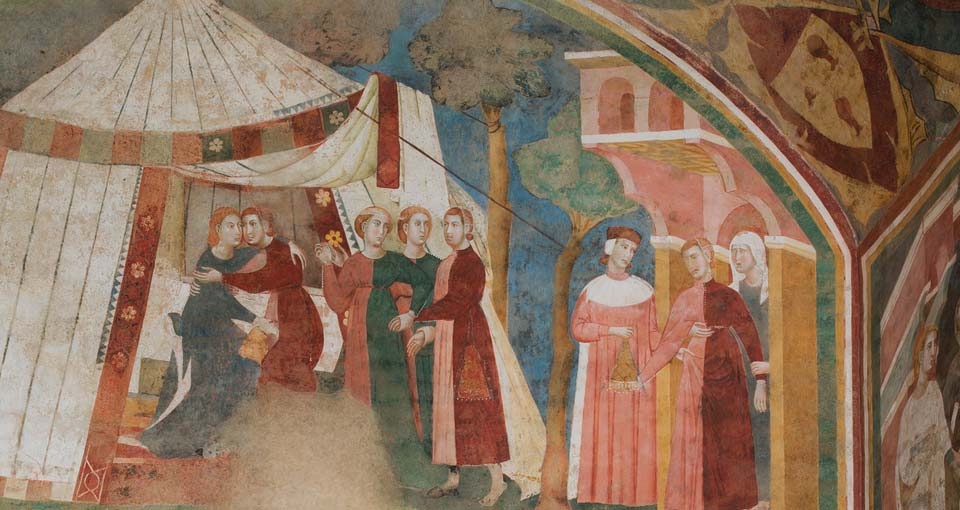
Северная стена. Сцены перед шатром и в шатре. Комната подесты, Сан Джиминьяно.
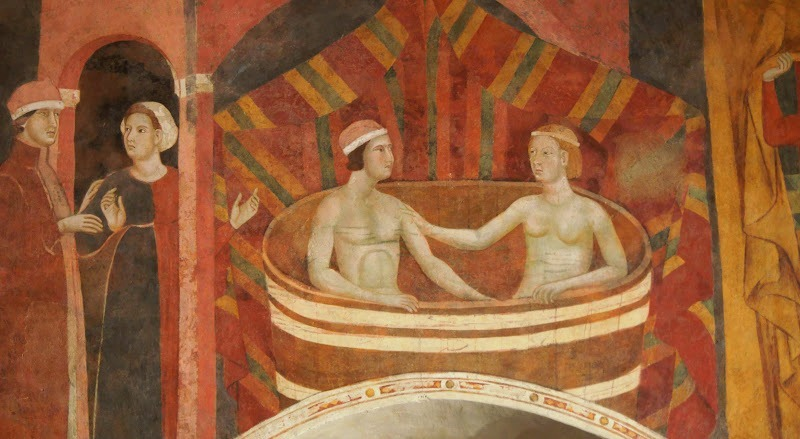
Западная стена: приглашение к купанию, и сцена совместного купания. Комната подесты, Сан Джиминьяно.

В нижнем регистре представлены два других сюжета. Один из них однозначно интерпретируется как история Аристотеля и Филлиды. Согласно популярной средневековой легенде, выдающийся философ древности Аристотель внушал своему ученику — Александру Македонскому мысль о пагубности его отношений с куртизанкой Филлидой. Узнав об этом, Филлида решила отомстить, очаровав самого Аристотеля, и когда тот до беспамятства влюбился в неё, оседлала философа верхом и стегала кнутом, предварительно сообщив Александру, что тот может тайно понаблюдать за этой сценой (он изображён слева со своей супругой). Другой сюжет нижнего регистра до сих пор не имеет однозначной интерпретации. По одной версии, там изображена сцена из цикла легенд о Короле Артуре: Владычица озера Вивиана обольщает волшебника Мерлина, чтобы овладеть его волшебством и заключить его в ледяной дворец. По другой версии, это сюжет из «Божественной комедии» Данте (Ад, гл. V), согласно которому Паоло и Франческа вместе читали историю Ланселота и Джиневры, что привело их к любовным отношениям и в итоге послужило причиной смерти от руки обманутого мужа Франчески.
На западной стене в верхнем регистре изображены самые интригующие сюжеты из всех росписей комнаты. Слева изображена встреча двух хорошо одетых девушек, с модными причёсками, но без вуалей на голове, и двух молодых людей, судя по всему, богатых (у них красные шляпы, что свидетельствует о высоком социальном статусе). В следующей сцене служанка приглашает одного из молодых людей пройти в дом, где тот оказывается в ванне с одной из девушек. В третьей сцене молодой человек, после купания (о чём свидетельствует полотенце на плече), приходит в спальню, где на кровати уже расположилась молодая дама, которая явно уснула. Исследователи интерпретируют изображённую историю как так называемый traditio puellae, то есть момент, когда молодая невеста вводится в дом своего жениха. Таким образом, в контраст сценам с примерами ложной любовной страсти, изображённым на северной стене, здесь представлен пример надлежащих и правильных любовных отношений между людьми, связанными узами супружества. На южной и восточной стенах комнаты остались лишь незначительные фрагменты фресок Меммо. На потолке сохранились изображения нескольких гербов знатных фамилий.
Исследователи полагают, что кроме Сиены и Сан-Джиминьяно, Меммо работал в Поджибонси, где в сакристии базилики Сан-Луккезе обнаружены остатки его фресок с изображениями 17и фигур святых, а также в Чертальдо, где в храме св. Якова и Филиппа ему приписывается фреска «Мадонна с младенцем на троне с предстоящими св. Яковом и св. Петром». Кроме того, ему приписывается иллюстрирование нескольких религиозных книг, хранящихся в разных коллекциях:
- Миниатюры в Градуале из Музея Собора в Сиене (датируются началом 1290-х годов)
- Миниатюры в Кодексах F.III.6 и F.V.26 из Городской библиотеки, Сиена
- Несколько листов с миниатюрами из собрания Чини в Венеции
- Миниатюры из Книги хоралов, находящейся в храме Санто Стефано ин Пане, Флоренция (датированы 1302 годом)
- Миниатюры в Кодексе H.I.10 Городской библиотеки, Сиена
- Миниатюры в Сборнике Святых Отцов I.V.8 Городская библиотека, Сиена.